# Oronzo Valentini
(Oronzo Valentini)
Oronzo Valentini (Bari, 1922 – Bari, 13 agosto 2008) è stato un giornalista italiano.

## Biografia
Nel 1944 fu cronista durante il congresso del Comitato di Liberazione Nazionale che si tenne al teatro Piccinni di Bari il 28 e 29 gennaio. Oronzo Valentini e Ciro Bonanno del Mattino si occuparono di redigere il resoconto stenografico.
Sempre nel 1944 partecipò alla fondazione dell'Associazione della stampa e dell'Ansa. Per l'Ansa fu corrispondente e responsabile per Puglia e Basilicata.
Dal 1962 al 1979 fu direttore della Gazzetta del Mezzogiorno. Ad oggi è il giornalista che ha diretto il quotidiano più a lungo.
Nel 1963, successivamente all'istituzione dell'Ordine dei Giornalisti, fu presidente interregionale per quasi vent'anni.